# Јајои Кобајаши
Јајои Кобајаши (јап. 小林 弥生; 18. септембар 1981) бивша је јапанска фудбалерка.

## Репрезентација
За репрезентацију Јапана дебитовала је 1999. године. Са репрезентацијом Јапана наступала је на Олимпијским играма (2004) и два Светска првенства (1999. и 2003). За тај тим одиграла је 54 утакмице и постигла је 12 голова.

## Статистика
| Јапан  | Јапан | Јапан |
| Год.   | Ута.  | Гол.  |
| ------ | ----- | ----- |
| 1999   | 8     | 2     |
| 2000   | 1     | 0     |
| 2001   | 12    | 2     |
| 2002   | 11    | 1     |
| 2003   | 14    | 6     |
| 2004   | 8     | 1     |
| Укупно | 54    | 12    |